# Tamatia de Colombie
Bucco noanamae
Espèce
Statut de conservation UICN

 NT  : Quasi menacé
Synonymes
- Nystactes noanamae

Le Tamatia de Colombie (Bucco noanamae) est une espèce d'oiseaux de la famille des bucconidés (ou Bucconidae) endémique de Colombie.